# Ли Норис
Ли Мајкл Норис (енгл. Lee Michael Norris; Гренвил, 25. септембар 1981) је амерички глумац, познат по томе што је играо ликове Стјуарта Минкуса у телевизијској серији Дечко који упознаје свет, Чакија Ли Торкелсона у серији Торкелсонови, а тренутно игра лик Маута у серији Три Хил.

## Биографија
Рођен је у месту Гренвил, у америчкој савезној држави Северна Каролина. Студирао је на Вејк Форест Универзитету у месту Винстон-Сејлем (Северна Каролина), а дипломирао је 2004.